# MASSAN × BASHIRY
MASSAN X BASHIRY（マッサンバシリー）は、日本のバンド。

## 概要
MCのMASSAN（マッサン）とギターのBASHIRY（バシリー）のデュオ。
作曲家の岩崎太整曰く「MASSAN X BASHIRY」は正に現代のアオイドスだ」。

## メンバー
MASSAN（マッサン）
担当：MC
BASHIRY（バシリー）
担当：ギター

## ディスコグラフィ

### アルバム
インディーズ
| 枚  | 発売日         | タイトル | 規格品番  | !販売元           |
| --- | -------------- | -------- | --------- | ----------------- |
| 1st | 2014年6月25日  | Timely   |           | Happiness Records |
| 2nd | 2016年11月23日 | 阿吽     | TGCS-9513 | Playwright        |